# Karate agli XI Giochi panafricani
I tornei di karate agli XI Giochi panafricani si sono svolti dal 7 al 9 settembre 2015 al Palais des sports de Kintélé di Brazzaville, nella Repubblica del Congo.

## Podi

### Uomini
| Evento           | Oro                        | Argento | Bronzo                                                |
| Kata individuale | Ahmed Shawky               | Mouad Outis | Michael du Plessis Bakwadi Ofentse                    |
| Kata a squadre   | Egitto                     | Algeria Abdelhakim Houa Samir Lakrout Mouad Outis                                                                           | Sudafrica Rep. del Congo                              |
| Kumite -60 kg    | Innocent Okemba            | Abdelkrim Bouamria | Nader Azzouzi Balungile Ngcofe                        |
| Kumite -67 kg    | Abdelatif Benkhaled        | Dany Dieudonné Mba Minisa                                                                                                   | Ali Elsawy Jan Adriann Booyens                        |
| Kumite -75 kg    | Omar Abdelrahman           | Sandile Makgwali | Adonain Mayinguidi El Hadj Ibrahima Mbaye             |
| kumite -84 kg    | Innocent Yves Andegue Mbia | Mouad Achache | Davy Diego Mez Mouhamed Diagne                        |
| Kumite +84 kg    | Dualde Malonga Kiminou     | Ahmed Elasfar | Adel Amin Ali Soliman Etienne Martial Nonagni Bayomog |
| Kumite a squadre | Egitto                     | Algeria Youcef Hassani Mouad Achache Abdelatif Benkhaled Anis Samy Brahimi Yuba Cherik Mohamed Benathmane Missipsa Hamadini | Rep. del Congo Senegal                                |

### Donne
| Evento           | Oro                                                              | Argento                   | Bronzo                                   |
| Kata individuale | Manal Kamilia Hadj Said                                          | Sarah Sayed               | Maxine Willemse Sylvie Viviane Ambani    |
| Kata a squadre   | Algeria Manal Kamilia Hadj Said Selma Bedja Yamina Belabes       | Egitto                    | Botswana Nigeria                         |
| Kumite -50 kg    | Lydia Besbes                                                     | Lame Hetanano             | Radwa Sayed Cynthia Nisame Oyono         |
| Kumite -55 kg    | Yassmin Attia                                                    | Dany Dieudonné Mba Minisa | Oceanne Mylene Ganiero Thato Malunga     |
| Kumite -61 kg    | Giana Lotfy                                                      | Saida Djedra              | Rosine Joelle Tchuako Boutheina Hasnaoui |
| kumite -68 kg    | Lamya Matoub                                                     | Meghan Booyens            | Merilynn Manthe Radwa Abdelsalam         |
| Kumite +68 kg    | Mame Fatou Thiaw                                                 | Imene Atif                | Nina Youlou Faten Aissa                  |
| Kumite a squadre | Algeria Lamya Matoub Yasmine Benazzoug Saida Djedra Randa Mokdas | Senegal                   | Nigeria Egitto                           |

## Medagliere
| #  | Nazione        | Oro | Argento | Bronzo | Totale |
| -- | -------------- | --- | ------- | ------ | ------ |
| 1  | Algeria        | 6   | 7       | 0      | 13     |
| 2  | Egitto         | 6   | 3       | 4      | 13     |
| 3  | Rep. del Congo | 2   | 0       | 5      | 7      |
| 4  | Senegal        | 1   | 2       | 3      | 6      |
| 5  | Camerun        | 1   | 0       | 3      | 4      |
| 6  | Sudafrica      | 0   | 2       | 5      | 7      |
| 7  | Botswana       | 0   | 1       | 4      | 5      |
| 8  | Gabon          | 0   | 1       | 1      | 2      |
| 9  | Tunisia        | 0   | 0       | 3      | 3      |
| 10 | Nigeria        | 0   | 0       | 2      | 2      |
| 11 | Benin          | 0   | 0       | 1      | 1      |
| 11 | Libia          | 0   | 0       | 1      | 1      |
|    | Totale         | 16  | 16      | 32     | 64     |